# Foz do Jordão
Foz do Jordão là một đô thị thuộc bang Paraná, Brasil. Đô thị này có diện tích 235,399 km², dân số năm 2007 là 5932 người, mật độ 28,1 người/km².